# Tovorna ladja
Tovorna ladja je ladja, ki je namenjena transportu tovora preko morja oz. po vodnih poteh.
Tovorne ladje se delijo glede na tip tovora:
- razsuti tovor
- nerazsuti tovor:

- Kontejnerska ladja
- vozila (trajekti); (Ro-Ro ladje)

- tekočine (tankerji)

Po potrebi (v primeru vojn ali drugih hujših kriz) se lahko tovorne ladje usposobi za potniški prevoz, tako da se v skladiščne prostore namesti ustrezno opremo (po navadi pograde).